# Kløver-Skolen
Kløver-Skolen er en specialskole beliggende i Sønderborg, Sønderborg Kommune, Danmark. Skolen tilbyder undervisning til elever med forskellige former for særlige behov og består af tre afdelinger med hver sit fokusområder:
Afdeling A (Kløver) for elever med udviklingsforstyrrelser

(autismespektrumforstyrrelser).
Afdeling B (Kløver) for elever med generelle indlæringsvanskeligheder.
Afdeling H (Huholt) for elever med sociale- og følelsesmæssige udfordringer.

## Historie
Kløver-Skolen blev oprindeligt etableret som Tansbjerg Skole den 1. februar 1967 i Sønderborg. Skolen blev en af de første eksternatskoler i Danmark, oprettet med henblik på at tilbyde undervisning til børn med betydelige indlæringsvanskeligheder. Skolen begyndte med 14 elever, og elevtallet steg hurtigt til 53 allerede samme år.
I 1990 blev Tansbjerg Skole nedlagt, og eleverne blev overført til specialklasser på Humlehøjskolen. I 2004 blev specialklasserne flyttet tilbage til Tansbjerg Skole, og i 2009 blev skolen omdannet til Kløver-Skolen, da den flyttede til den tidligere Kløvermark Skole.
I 2012 blev Huholt Skole en afdeling under Kløver-Skolen, og i 2015 blev Alssundklassen også en del af skolens struktur.
Idag har skolen 169 elever.